# Преемник (роман)
«Преемник» — роман Марины и Сергея Дяченко в стиле фэнтези, третья часть тетралогии «Скитальцы». Мнения критиков о романе были полярны: роман называли как удачным, так и неудачным.

## Сюжет
Миновало девятнадцать лет после событий концовки романа «Шрам» (второй части тетралогии) и почти семьдесят — со времени действия «Привратника» (первой части тетралогии). Действие происходит в том же мире. Эгерт Солль — теперь полковник, уважаемый всеми в городе, Тория — историк и тоже уважаемый всеми столп общества. У них двое детей: Луар, которому восемнадцать, и пятилетняя Алана.
Во время праздника (Дня Премноголикования) труппа комедиантов представляет на сцене «Игру об Эгерте и Тории», и Луар Солль играет в ней роль Фагирры, жреца привидения Лаш, который девятнадцать лет назад пытал Торию и шантажировал Эгерта. Увидев Луара в этой роли, Эгерт — а затем и Тория — понимают, что в действительности он не сын Эгерта, а сын Фагирры, подвергшего Торию насилию в застенках Ордена.
Потрясённый этим открытием Эгерт бросает семью и уезжает — вначале из загородного поместья в город, затем на родину, в Каваррен. Тория, почти в безумии, замахивается на Луара подсвечником и произносит: «Проклинаю». В Каваррене Эгерт медленно спивается; Тория же бродит по дому, пытаясь вспомнить то, что произошло девятнадцать лет назад, и не заботясь о дичающей на глазах Алане. Луар пытается выяснить правду о Фагирре и ищет Медальон Прорицателя.
Как и в «Привратнике» перед Руалом Ильмарраненом, в «Преемнике» перед Луаром Соллем встаёт выбор: впустить ли в мир Третью Силу, которая приведёт мир к катастрофе. В финале Луар становится вечным стражем между двух миров, навсегда закрывая путь Третьей Силе.

## Художественные особенности
Аналогично «Шраму», в «Преемнике» много места занимает психопатология («Герои жёстко и последовательно показаны мономанами», — отмечает Михаил Назаренко). Однако в «Шраме» присутствовала динамика: деградация героя и его возрождение. В «Преемнике» герои погружаются в глубины отчаяния, на самое дно, лишь затем, чтобы вернуться потом в исходную точку и, в отличие от Эгерта в «Шраме», не стать «умней, грустней». Для романа «Преемник» характерна статичность действия: ряд сюжетных поворотов повторяется дважды: дорога в Каваррен и из него, посещение опустевшего дома, столкновение с разбойниками.
Особенностями «Преемника» также являются заземлённость, реалистичность, чуть ли не натуралистичность — и резкое повышение степени условности. Также характерны заимствования отдельных деталей, поворотов событий: золотой амулет, носимый Луаром, заставляет вспомнить о Кольце Всевластья (и присутствуют буквальные цитаты из Толкина), финал же заставляет вспомнить рассказ «Слово Освобождения» из земноморского цикла Ле Гуин.
Финал (видения Луара на пороге) представляет собой монтаж его воспоминаний и чувств, фейерверк ассоциаций — подобно тому, как это было с Руалом в «Привратнике». Лейтмотивная система романа выстроена впечатляюще: авторы дословно повторяют фрагменты текста, и при этом их эмоциональное воздействие не ослабляется: в ином контексте они и читаются иначе (этот приём будет неоднократно повторяться в следующих книгах творческого тандема).
Впечатляюще, точно и сильно выписаны эпизоды, где персонажи не погружаются в горе, а действуют — как то происходит с актрисой театральной труппы Танталь, единственной, кто остаётся «нормальным» человеком в книге, и единственной, кто совершает то, что нужно другим людям в данный момент (играет с почти одичавшей дочкой Тории, добирается до Каваррена, чтобы поговорить с Эгертом). Описание сражение Эгерта с главой банды Совой содержит плотно выписанный антураж, кинематографическое сочетание крупных и средних планов, настоящего времени и воспоминаний, удачное сочетание эмоций и поступков. В этом эпизоде отлично выдержан ритм, в то время как во всём романе он «провисает».

## Критика
Михаил Назаренко в послесловии к роману «Казнь», 1999 год:

«Преемник», третья часть цикла «Скитальцы», написанная в 1995—96 гг., — это книга, которой могло и не быть, единственная крупная неудача писателей. Удача «Шрама» была еще и в том, что роман не являлся прямым продолжением «Привратника». Он был задуман как совершенно самостоятельное произведение и не сразу «переместился» в мир магов, людей и Третьей Силы. Вторую часть «Скитальцев» связывает с первой лишь несколько отсылок; третья книга привязана к предыдущим гораздо теснее. На несчастную семью Соллей сваливаются все мыслимые несчастья, но ситуация выбора осталась той же, что и в «Привратнике», и в результате роман лишен самодвижения, а образы — развития.
Дмитрий Ивахнов, 2001 год:

Думаю, что всё наоборот! Не «Преемник» является, как модно нынче говорить, ремиксом «Привратника», а напротив, «Привратник» — это ученический, почти еще школярский набросок к серьёзному и умному роману «Преемник».

## Издания
- М.: АСТ; СПб.: Terra Fantastica, 1997 (серия «Заклятые миры»).
- СПб.: Северо-Запад-Пресс; М.: АСТ, 2000 (серия «Перекрёсток миров»).
- М.: Эксмо-Пресс, 2002 (серия «Нить времён»).
- М.: Эксмо, 2003 (серия «Шедевры отечественной фантастики»), в сборнике «Скитальцы».
- М.: Эксмо, 2005 (серия «Триумвират»).
- М.: Эксмо, 2008 (серии «Стрела Времени. Миры М. и С. Дяченко», «Стрела Времени»).
- М.: Эксмо, 2009 (серия «Миры М. и С. Дяченко»), в сборнике «Скитальцы», том 2.
- М.: Эксмо, 2010 (серия «Гиганты фантастики / Гиганты фэнтези»), в сборнике «Скитальцы».

Роман был издан также на украинском (2006 год), польском (2010 год), китайском (2016 год) языках.